# Virgins
Virgins es el séptimo álbum de estudio del músico canadiense de música electrónica y electroacústica Tim Hecker, lanzado el 14 de octubre de 2013 por Kranky y Paper Bag Records. Recibió una unánime alabanza de la crítica especializada, alcanzando la puntuación de 87 sobre 100 en Metacritic, la máxima alcanzada por Hecker en dicha publicación.

## Producción y contexto
El LP Virgins fue grabado en diferentes sesiones en Montreal, Reikiavik y Seattle, y mezclado por el propio Tim Hecker, Ben Frost y Valgeir Sigurðsson, con una masterización a cargo de Mandy Parnell.
La foto de la cubierta fue tomada en la catedral de Milán y Hecker afirmó en una entrevista que «mientras componía el disco estaba convencido que esa iba a ser la portada: era como la versión encapsulada de esta extraña forma de belleza». El crítico de The Quietus Tristan Bath sugiere que la imagen remite por su composición a la polémica fotografía de un preso encapuchado y torturado por el ejército estadounidense en la prisión de Abu Ghraib, lo cual parece corroborado por el título de una de las composiciones del disco ('Incense At Abu Ghraib').

## Estilo
Se ha mencionado que Virgins es un disco especialmente rítmico dentro de la carrera de Tim Hecker, con influjos de Philip Glass y Steve Reich, y más enfocado en la ejecución en directo que en la posproducción. Así opina Mike Powell en su crítica para Pitchfork, quien describe de este modo el sonido del álbum: «Algunos pasajes de Virgins son como bandas sonoras para el clímax de películas de terror en las que la cámara se detiene en una imagen enfermiza, y se niega a mirar a otra parte, fascinada y atrapada al mismo tiempo».
Otro crítico, Samuel Henk, resalta que la música del este LP «respira a la vez misticismo religioso y trascendencia en un terreno secular; lo espiritual es la pureza del sonido, la cualidad virginal de su textura. Esto se genera siempre mediante el choque entre violencia y catarsis».

## Recepción
Metacritic, una web especializada en recopilar y categorizar reseñas, da a Virgins una puntuación de 87 sobre 100 basándose en 26 publicaciones, la más alta hasta la fecha en la discografía de Tim Hecker, alcanzando el rango de “aclamación universal” según los cánones de esta página. La encuesta anual de críticos de The Wire ubicó a Virgins como el quinto mejor álbum de 2013, mientras que la publicación electrónica A Closer Listen, especializada en música instrumental e experimental, lo distinguió con el número uno de su ranking discográfico del mencionado año.

## Lista de canciones
Todas las canciones escritas y compuestas por Tim Hecker. 
| N.º | Título                   | Duración |  |
| 1.  | «Prism»                  | 2:53     |  |
| 2.  | «Virginal I»             | 6:16     |  |
| 3.  | «Radiance»               | 3:22     |  |
| 4.  | «Live Room»              | 7:02     |  |
| 5.  | «Live Room Out»          | 2:37     |  |
| 6.  | «Virginal II»            | 5:23     |  |
| 7.  | «Black Refraction»       | 3:33     |  |
| 8.  | «Incense at Abu Ghraib»  | 1:53     |  |
| 9.  | «Amps, Drugs, Harmonium» | 3:03     |  |
| 10. | «Stigmata I»             | 2:18     |  |
| 11. | «Stigmata II»            | 3:56     |  |
| 12. | «Stab Variation»         | 6:30     |  |